# Steningen
Steningen är en sjö i Älmhults kommun i Småland och ingår i Helge ås huvudavrinningsområde. Sjön har en area på 1,88 kvadratkilometer och ligger 141 meter över havet. Sjön avvattnas av vattendraget Helge å.

## Delavrinningsområde
Steningen ingår i det delavrinningsområde (627431-140347) som SMHI kallar för Utloppet av Steningen. Medelhöjden är 147 meter över havet och ytan är 19,9 kvadratkilometer. Räknas de 14 avrinningsområdena uppströms in blir den ackumulerade arean 387,92 kvadratkilometer. Avrinningsområdets utflöde Helge å mynnar i havet. Avrinningsområdet består mestadels av skog (54 %), öppen mark (11 %) och sankmarker (15 %). Avrinningsområdet har 1,87 kvadratkilometer vattenytor vilket ger det en sjöprocent på 9,4 %.